# 附捐邮票
附捐邮票，又称福利邮票、慈善邮票或“半邮政邮票”（英語：Semi-postal stamp），是为了募集捐款（大多是为了社会公共福利或慈善事业筹款）而发行的一种邮票。附捐邮票是在邮票的原有面值上另外增加一部分捐款费，附收的捐款金额不算作邮资，邮政部门以这笔附收费交给需要支援的机构使用。
依照万国邮政公约的规定，邮票的面值写在前面，附加金在后，而且它的字体应较前者为小。

## 概况
世界上最早的附捐邮票是1897年英国殖民地新南威尔士（今澳大利亚新南威尔士州）发行的，一套两枚，发行目的是为了纪念维多利亚女王在位60周年以及为治疗肺结核的“肺病患者之家”筹款。邮票面值分为1便士和2.5便士，而售价分别高达1先令和2.5先令（当时1先令=12便士），超出部分即为附捐之用。在新南威尔士发行附捐邮票之后不久，英国的另一个殖民地维多利亚（今澳大利亚维多利亚州）也发行了一套用于支援医疗服务的附捐邮票。
在新南威尔士和维多利亚发行世界上最早的附捐邮票之后，附捐邮票被世界多地的邮政部门效仿。20世纪初，俄国、荷兰、罗马尼亚、巴巴多斯和比利时等国也相继发行了附捐邮票。而美国则直到1998年才发行了本国历史上首张附捐邮票，用于为乳腺癌防治筹款。
1920年，黄河决口，当时的中华民国邮政在“北京老版帆船”2分、4分和6分三种面值的邮票上各加盖“附收振捐壹分”字样，实际上只作1分、3分和5分使用，多出的1分用于赈济灾民，这也是中国最早的附捐邮票。中华人民共和国成立后发行的首套附捐邮票是1984年2月16日发行的T92《儿童》附捐邮票，全套2枚，以此为中國兒童基金會筹款。

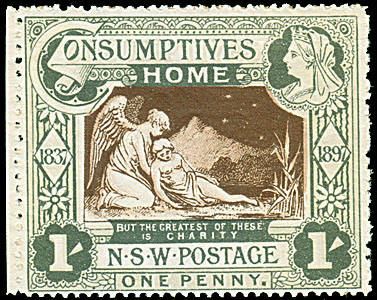
1897年新南威尔士发行的附捐邮票，也是世界上最早的附捐邮票，面值1便士，实际售价1先令。
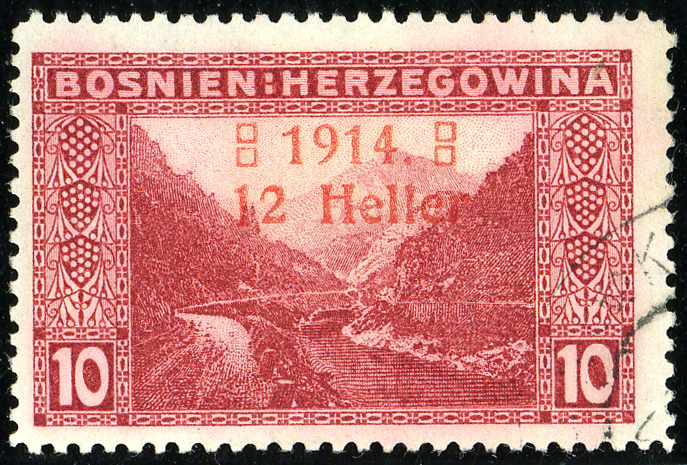
波斯尼亚和黑塞哥维那于1914年发行的附捐邮票，面值为10+2赫勒（英语：Heller (money)）。
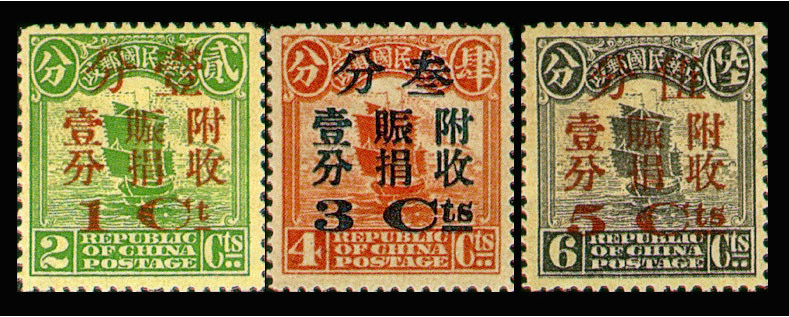
中华民国邮政1920年加盖“附收振捐壹分”邮票。
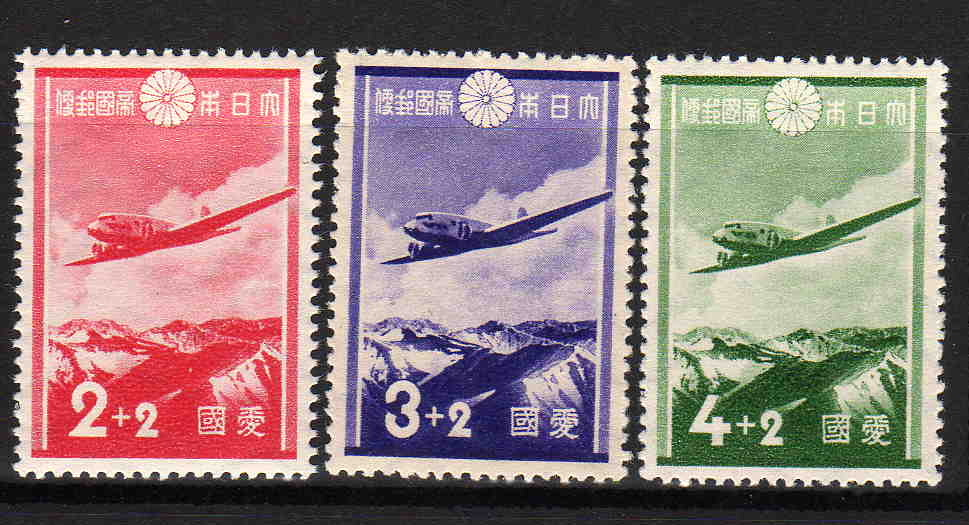
日本于1937年发行的“爱国邮票”（愛国切手），也是日本最早的附捐邮票，附收金额为2钱，票面图案为道格拉斯DC-2型客机。
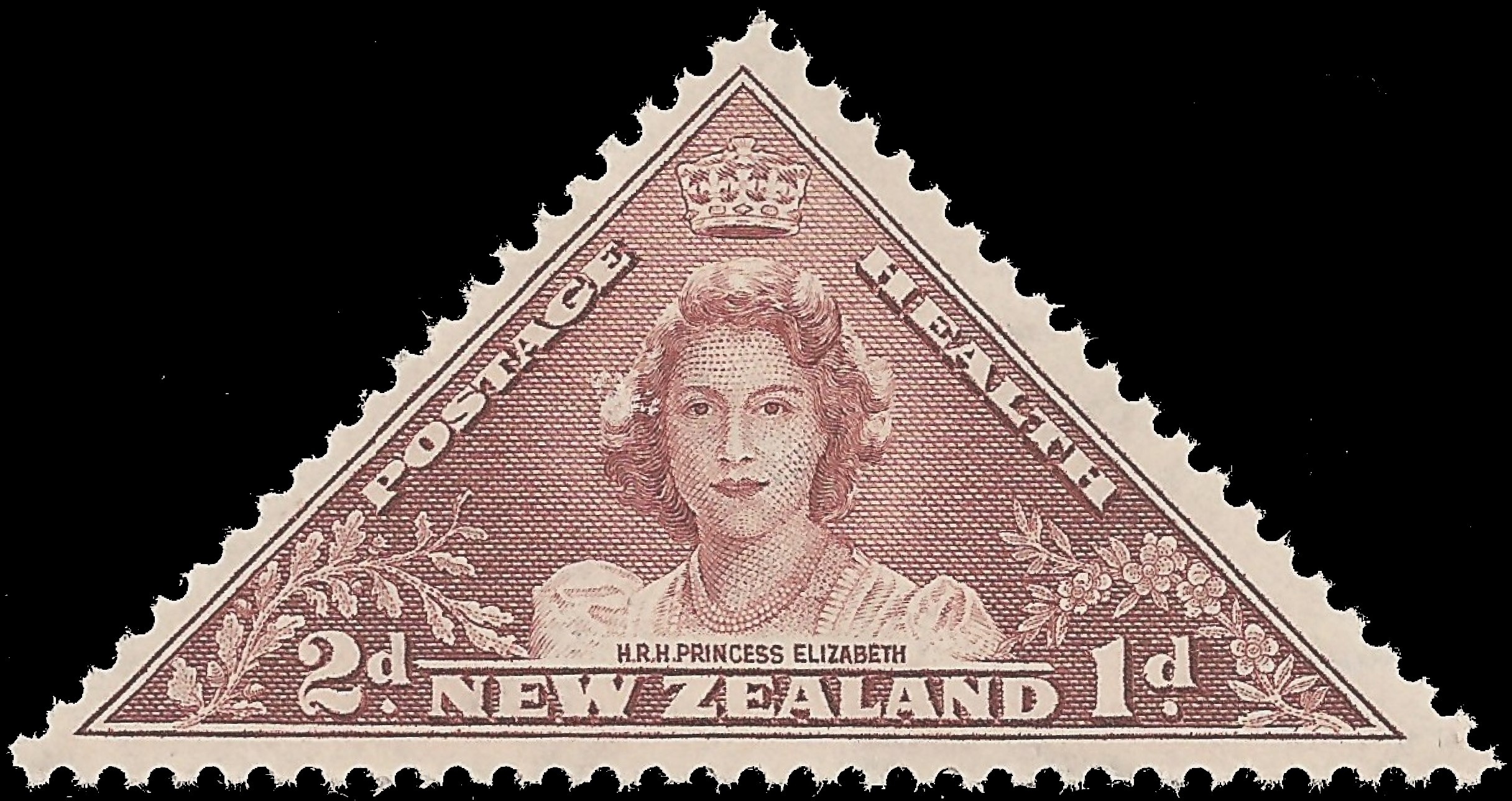
新西兰于1943年发行的三角形附捐邮票，面值为2+1便士，邮票上的人物为伊丽莎白公主（即后来的英国女王伊丽莎白二世）。
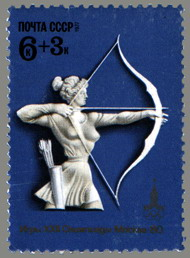
苏联于1977年发行的奥运会主题邮票，面值为6+3戈比。